# Biskoupky
Biskoupky (in tedesco Biskoupka) è un comune della Repubblica Ceca facente parte del distretto di Brno-venkov, in Moravia Meridionale.